# Olga Chrieptowicz-Butieniewa
Olga Aleksandrowna Chrieptowicz-Butieniewa, ros. Ольга Александровна Хрептович-Бутенева (ur. 18 grudnia 1893 roku, zm. 17 kwietnia 1987 roku w Clamart) – rosyjska emigrantka, pedagog, działacz społeczny, sanitariuszka Armii Polskiej w ZSRR podczas II wojny światowej.
Urodziła się pod nazwiskiem Charinowa. Uczyła się w konserwatorium muzycznym w Sankt Petersburgu. Podczas wojny domowej w Rosji jej rodzina wyjechała do Francji. W 1928 roku Chrieptowicz-Butieniewa została profesorem w rosyjskim konserwatorium w Paryżu. Prowadziła klasę fortepianu. Była też członkiem komisji rewizyjnej rady artystycznej konserwatorium. W 1936 roku zamieszkała w rodzinnym majątku ziemskim męża w Szczorsach koło Nowogródka. Po zajęciu wschodniej części Polski przez Armię Czerwoną jesienią 1939 roku, pracowała jako nauczycielka muzyki w Nowogródku. Na początku 1940 roku została aresztowana przez NKWD. Zesłano ją do Kazachstanu. Pod koniec 1940 roku została uwolniona. Od lutego 1941 roku była nauczycielką muzyki w technikum budowlanym w Aktiubińsku. Po zawarciu układu Sikorski-Majski pod koniec lipca tego roku, wstąpiła do Armii Polskiej gen. Władysława Andersa. Służyła jako sanitariuszka. Po ewakuacji wojsk polskich z ZSRR do Iranu została pielęgniarką w szpitalu w Teheranie. Następnie pracowała w szpitalu brytyjskim w Kairze. Po zakończeniu wojny powróciła do Paryża. Zajmowała się działalnością charytatywną. W 1954 roku współtworzyła schronisko dla dzieci-sierot na zamku Moulin de Senles w Montgeron pod Paryżem. W 1984 roku opublikowała wspomnienia pt. „Pieriełom 1939-1942”.